# سيباستيان بروك
سيباستيان بروك (بالإنجليزية: Sebastian Brock)‏ هو عالم بريطاني، ولد في 1938 في لندن في المملكة المتحدة.

## وصلات خارجية
- سيباستيان بروك على موقع ميوزك برينز (الإنجليزية)